# Штурм, Генрих
Ге́нрих Штурм (нем. Heinrich Sturm; 12 июня 1920, Дибург, Гессен — 22 декабря 1944, Чорна, Дьёр-Мошон-Шопрон, Венгрия) — немецкий лётчик-ас Второй мировой войны, в ходе которой одержал 158 воздушных побед, все на Восточном фронте. Награждён Рыцарским крестом Железного Креста.

## Военная карьера
Летом 1941 года Штурм в звании фельдфебеля был направлен в 6./JG 52 и до конца этого года сумел сбить свои первые три самолёта противника.
Затем Генриха перевели в лётную школу истребителей, где он служил в качестве инструктора. Сумел вернуться на фронт лишь в ноябре 1942 года. Был приписан ко 2-й Группе своей «старой» эскадры — JG 52. До 17 декабря 1942 года одержал ещё 6 воздушных побед. Звание лейтенанта Штурму присвоили 1 января 1943 года. Год стал очень результативным для немецкого аса: 15 апреля он сбил свой 20-й самолёт, 20 апреля одержал ещё 5 воздушных побед, 30 июня довёл свой личный счёт до 40, а 30 ноября до 75 побед. 1 сентября 1943 года Генрих был назначен командиром 4-й эскадрильи JG 52. Сотая победа пришла к нему 23 марта 1944 года. Три дня спустя Штурм был награждён Рыцарским крестом. Всего лишь через месяц, 16 апреля, немецкий ас был тяжело ранен осколком бомбы на аэродроме мыса Херсонес в Крыму во время налёта советских бомбардировщиков.
В августе 1944 года Штурм был выписан из госпиталя и принял командование 5-й эскадрильей JG 52, на этот момент его личный счёт составлял 111 сбитых самолётов противника. Свои последние две воздушные победы ас одержал 22 декабря 1944 года. В тот же день, взлетая с аэродрома, Bf-109G-6 (заводской номер 442036) Генриха стойкой шасси зацепил грузовик, неожиданно выехавший на взлётную полосу. Ас погиб.

## Награды
- Почётный кубок Люфтваффе (26 июля 1943)
- Немецкий крест в золоте (23 июля 1943)
- Железный крест (1939) 1-го и 2-го класса
- Рыцарский крест Железного креста (26 марта 1944) — лейтенант, командир 4-й эскадрильи JG 52[3]

## Цитаты
Примечания
1. ↑  по другим данным 157
2. ↑  Weal 2004, p.116
3. ↑  Scherzer 2007, p. 734

Библиография
- Fellgiebel, Walther-Peer (2000). Die Träger des Ritterkreuzes des Eisernen Kreuzes 1939—1945. Friedburg, Germany: Podzun-Pallas. ISBN 3-7909-0284-5.
- Obermaier, Ernst (1989). Die Ritterkreuzträger der Luftwaffe Jagdflieger 1939—1945 (in German). Mainz, Germany: Verlag Dieter Hoffmann. ISBN 3-87341-065-6.
- Patzwall, Klaus D. and Scherzer, Veit (2001). Das Deutsche Kreuz 1941—1945 Geschichte und Inhaber Band II. Norderstedt, Germany: Verlag Klaus D. Patzwall. ISBN 3-931533-45-X.
- Scherzer, Veit (2007). Die Ritterkreuzträger 1939—1945 Die Inhaber des Ritterkreuzes des Eisernen Kreuzes 1939 von Heer, Luftwaffe, Kriegsmarine, Waffen-SS, Volkssturm sowie mit Deutschland verbündeter Streitkräfte nach den Unterlagen des Bundesarchives (in German). Jena, Germany: Scherzers Miltaer-Verlag. ISBN 978-3-938845-17-2.
- Weal, John (2004). Aviation Elite Units Jagdgeschwader 52 The Experten. Osprey Publishing Limited. ISBN 1-84176-786-7